# Bitten
Bitten é uma série de televisão canadense inspirada na série literária Women of the Otherworld, da escritora Kelley Armstrong. A produção leva o nome do primeiro livro da obra, que esteve na lista dos mais vendidos do jornal The New York Times. No Brasil o livro foi publicado com o título Fome de Loba pela Editora Rocco.
Bitten foi produzida como uma série original do Space Canadá e a maioria das filmagens são feitas em Toronto, Ontário. Ela é estrelada por Laura Vandervoort no papel de Elena, a única lobisomem fêmea do mundo.
A primeira temporada tem treze episódios e estreou pelo Space Canadá em 11 de janeiro de 2014. Dois dias depois, estreou também no Estados Unidos pelo Syfy. Em 22 de maio de 2014, foi anunciado que foi renovada para a segunda temporada de 10 episódios. Em 22 de maio de 2015, foi anunciado que foi renovada para a terceira temporada.
No Brasil, a primeira temporada estreou pelo Syfy Brasil em 28 de setembro de 2014, sendo exibida pelo canal aos domingos no horário das 21:00. Também está disponível por tempo limitado pela Netflix.
Segundo nota divulgada pelo Space, a série se tornou uma de suas maiores audiências, conquistando a média de 347 mil telespectadores. Nos Estados Unidos, o canal a cabo SyFy registrou a média de 826 mil telespectadores, com 0.27% ao vivo.

## Sinopse
Desesperada para escapar tanto de um mundo do qual ela nunca quis fazer parte, quanto do homem que a transformou num lobisomem, Elena abandonou sua matilha e agora está refugiada em uma nova cidade. Ali, ela trabalha como fotógrafa e esconde a sua identidade sobrenatural do namorado.
Mas quando cadáveres começam a aparecer no quintal de sua matilha, Elena termina tendo que voltar a Stonehaven, o local ancestral dos lobisomens. Dividida entre dois mundos e dois amores, ela logo percebe que nada vai impedi-la de defender sua espécie.

## Elenco principal
| Laura Vandervoort  | Elena Michaels     | Regular    | Regular    | Regular |         |         |
| Greyston Holt      | Clayton Danvers    | Regular    | Regular    | Regular |         |         |
| Greg Bryk          | Jeremy Danvers     | Regular    | Regular    | Regular |         |         |
| Paul Greene        | Philip McAdams     | Regular    |            |         |         |         |
| Steve Lund         | Nick Sorrentino    | Regular    | Regular    | Regular |         |         |
| Michael Xavier     | Logan Jonsen       | Regular    | Regular    |         |         |         |
| Genelle Williams   | Rachel Sutton      | Recorrente | Recorrente | Regular | Regular | Regular |
| Tommie-Amber Pirie | Paige Winterbourne | Ausente    | Recorrente | Regular | Regular | Regular |

## Visão Geral
| 1 | 13 | 11 de janeiro de 2014   | 5 de abril de 2014  |
| 2 | 10 | 7 de fevereiro de 2015  | 11 de abril de 2015 |
| 3 | 10 | 12 de fevereiro de 2016 | 15 de abril de 2016 |